# 蛋白质组学 (杂志)
《蛋白质组学》（英語：Proteomics）是一份同行評審科学期刊，主要刊载蛋白质组分析、蛋白性能分析、疾病、药物、农业及生物学应用、细胞系统分析、组织和蛋白信息等方面的论文。2009年的影响因子为4.426。